# 落合昭
落合 昭（おちあい あきら、1960年6月23日 - ）は、日本の実業家。コナミスポーツ代表取締役社長や、同社取締役会長、日本フィットネス産業協会副会長などを務めた。2021年4月より三井住友銀行グループのSMBCベンチャーキャピタル代表取締役社長に就任。2023年６月にビジネスホテル東横イン取締役、同年11月よりユニマットライフ代表取締役社長に就任。

## 人物・経歴
栃木県出身。1984年一橋大学商学部卒業、住友銀行入行。三井住友銀行赤坂法人営業部長を経て、2012年三井住友銀行新宿西口法人営業第一部長。2014年三井住友銀行執行役員東日本第二法人営業本部長。2016年からコナミスポーツクラブ代表取締役社長を務め、日本体育大学の松浪健四郎理事長との間で、スポーツ庁大学スポーツ振興の推進事業での協力・連携協定を締結するなどした。2019年コナミスポーツ代表取締役社長。2020年コナミスポーツ取締役会長。元日本フィットネス産業協会副会長。2021年4月三井住友銀行グループに再び戻り、同行グループでベンチャー企業への投資を担うSMBCベンチャーキャピタル代表取締役社長に就任。2023年6月大手ビジネスホテル東横イン取締役、同年11月にユニマットライフ代表取締役社長に就任。